# Heliconia angelica
Heliconia angelica är en enhjärtbladig växtart som beskrevs av Abalo och G.Morales. Heliconia angelica ingår i släktet Heliconia och familjen Heliconiaceae. Inga underarter finns listade.